# Tephrosia arnhemica
Tephrosia arnhemica là một loài thực vật có hoa trong họ Đậu. Loài này được C.T.White miêu tả khoa học đầu tiên.